# Madame… Monsieur
Madame... Monsieur est une série télévisée camerounaise créée par Ebenezer Kepombia, qui traite de la vie quotidienne de familles camerounaises. En 2021, elle a été sélectionnée par le festival « Nuit de la série africaine ». Cette série est actuellement diffusée sur A+ Ivoire depuis le 15 juillet 2022 et sur  A+ depuis le 19 juillet 2022. et sur la plateforme de streaming CINAF
L'homme et la femme ne perçoivent pas le monde de la même façon ; l'homme et la femme n'ont pas les mêmes sensibilités face aux faits de la société, pourtant unis par l'amour, ils sont appelés à vivre sous le même toit, voire dormir dans le même lit.

## Résumé

### Saison 1
La première saison est une succession de fillers, le plus souvent en deux parties, qui aborde les problèmes conjugaux auxquels les protagonistes constitués des couples Barga (Mr et Mme Barga), Ewane (Sophie et Bill) et Piwele (Piwele et Passy) doivent faire face. Elle se conclut sur leur voyage aux Seychelles.

### Saison 2
La saison 2 commence quelques semaines après le fameux voyage aux Seychelles. Trois nouveaux personnages font leur entrée dans la série, déterminés à semer le trouble dans les foyers conjugaux des protagonistes. 
Le premier s'agit de Julien, l'ex de Sophie, qui fait un retour fracassant pour la reconquérir et regagner les droits du fils hors mariage de cette dernière. La deuxième, c'est Carine, une ancienne étudiante de Piwele qui tombe amoureux de lui après sa nomination en tant que recteur. Et enfin il y a Paul, un homme que Kim a rencontré aux Seychelles qui la harcèle, même sachant qu'elle est enceinte.
Au fur et à mesure que la série se poursuit, la relation entre les couples principaux se fragilisent, surtout lorsque les propres membres de leur famille se liguent contre eux, comme c'est le cas d'Ekindy, la sœur de Kim, qui pactise avec Paul ou la mère et la sœur de Piwele qui complotent ensemble pour le séparer de sa femme Passy.
À un moment donné tous leurs foyers finis brisés, et chacun cède aux avances de leurs courtisans. Seul le couple Barga, sage en sa qualité d'aîné, réussit à résoudre leurs conflits internes et même à aider leur benjamine à se fiancer. Dans le climax, le couple Ewane et le couple Piwele divorcent officiellement, tandis que le couple Ebanda, d'une manière ou d'une autre, finit par se réconcilier et devient parents.

### Saison 3
La saison 3 fait un bond de 5 ans. Les couples séparés apprennent tant bien que mal à vivre dans cette condition, tantôt en choisissant le célibat tantôt en se remariant. Quant aux couples encore unis, leur foyer risque d'être mis à mal par les fantômes du passé.
En gros, on apprend dès le premier épisode que la maîtresse de Bill, la dénommée Anna, a conçu un enfant de son beau-père, tandis que d'un autre côté, Paul revient réclamer ses droits sur l'enfant de Kim en se basant sur son infidélité passé. Pendant ce temps, Sophie, sans le savoir, est en couple avec un ritualiste qui cible sa fille tandis que Passy à qui son fiancé la cocufie avec sa servante, vient en aide à cette dernière puis à son ancienne belle-mère repentie qui recherche une nouvelle femme convenable pour son fils.

## Fiche technique
- Réalisation : Ebenezer Kepombia
- Scénario : Cynthia Elizabeth Ngono
- Image : Mbogno Giscard
- Son : Lukong Dieudonné
- Montage : Wokam Emmanuel
- Pays :  Cameroun
- Production: CINAF & CHAMBENY

## Distribution
- Rigobert Tamwa : Mr. Mbarga - Mari de Mme Barga ; père de Bill, Passy et Alice ; Beau-père de Sophie et Piwele
- Rachel Nkontieu: Mme Mbarga - Épouse de Mr Barga ; marâtre de Bill ; mère de Passy et Alice ; belle-mère de Sophie et Piwele
- Joël Patrick Oyono : Bill Ewane - Mari de Sophie ; fils de Mr Barga
- Emy Dany Bassong : Sophie Ewane - Épouse de Bill ; fille de Papa Loko ; belle-fille de monsieur et madame Barga
- Daniel Nsang: Christian Piwole - Épouse de Passy - gendre de monsieur et madame Barga
- Muriel Blanche Leumeni  : Passy Piwele - Épouse de Piwele ; fille de monsieur et madame Barga ; sœur de Bill et Alice
- Hervé Nguetchouang  : Austin Ebanda - Mari de Kim ; ami intime de Bill et Piwele
- Julia Samantha Edima : Kim Ebanda - Épouse d'Austin ; ami intime de Sophie et Passy
- Ebenezer Kepombia : Loko - Père de Sophie et beau-père de Bill Ewane
- Hortavie Mpondo : Alice Barga - Fille de Mr Barga, sœur de Passy et demi-sœur de Bill Ewane